# 2022年10月澳門
2022年10月澳門是指澳門在2022年10月發生的重大新聞事件。

## 10月1日
- 澳門特區政府舉辦多項活動慶祝中華人民共和國國慶73周年，包括上午在金蓮花廣場舉行的國慶升旗儀式，上午9時30分於中國與葡語國家商貿合作服務平台綜合體舉行國慶大型酒會，同日晚上於威尼斯人劇場舉行“慶祝中華人民共和國成立73周年文藝晚會——當代雜技劇《化‧蝶》”及於澳門旅遊塔對開海面舉行時長15分鐘的2022國慶煙花表演[1]。
- 連接新口岸、松山健康徑及二龍喉公園的環松山步行系統（松山行人隧道）正式啟用[2]。
- 博彩監察協調局公佈，9月份全澳博彩毛收入 29.62億澳門元，較 8月的 21.89億元上升 35%，按年則跌 49.6%。1-9月累計博彩毛收入 318.19億元，按年減少 53.1%[3]。

## 10月2日
- 澳門銀河第四期地盤發現一枚懷疑古炮炮彈彈頭，治安警接獲消防通知後派員到場跟進。經爆炸品處理人員了解，確定彈頭無即時危險，交由文化局進一步處理。這是近三年來，該地盤先後兩次發現共三門古炮後，再一次“掘到寶”[4]。

## 10月3日
- 路氹城澳門威尼斯人近金光大道正門的一座天橋凌晨發生自殺事件，一名男子懷疑從天橋墮下，送往醫院搶救後證實不治[5]。
- 網上流傳澳門旅遊學院涉及有人冒充學院職員作出詐騙行為，旅院表示學院並不會向任何供應商要求預支款項予第三方。同時，亦注意到最近有坊間流傳偽造的學院員工證，學院已向司法警察局報案跟進處理[6]。
- 中國第四批預備航天員選拔工作即將啟動，同時首次在港澳地區選拔載荷專家，而澳門將選拔一名澳門居民成為戴荷專家，選拔共分初選、複選和定選三個階段，預計選拔過程需時一年半[7][8]。

## 10月6日
- 受疫情影響，媽閣交通樞紐及輕軌媽閣站工程延誤74個工作天，竣工日期延至2023年3月，但通車日期目標維持在2023年[9]。
- 交通事務局調整多條巴士路線，其中35S、50、59、MT4、N5路線新增停靠站點；另外1、3X、26路線微調停靠站點。[10]
- 澳門都市建築更新股份有限公司表示，位於橫琴的“澳門新街坊”項目工程正進入上蓋施工階段及預製件安裝，第一棟塔樓已於9月底完成結構封頂，預料2022年底前完成27棟住宅樓宇及學校結構封頂，2023年展開住宅單位的銷售工作，整個項目將於2023年下半年竣工[11]。
- 澳門特區政府公報刊登財政局公佈跨年度負擔明細清單，包括外港新填海區12地段公共辦公大樓建造工程——基礎及地庫及新口岸填海區6K地段公共辦公大樓四樓至十樓裝修工程[12]。另外，有兩項屬離島醫療綜合體的判給金額包括離島醫療綜合體——綜合醫院——調整急診大樓工程及需於2023年支付離島醫療綜合體主體建造工程——價格修訂（2021年第3季及第4季），總金額均超過兩億元，由衛生局承擔預算[13]。
- 特區公報刊登社會文化司司長批示，委任潘志明為社會工作者專業委員會主席，以及委任十人為社會工作者專業委員會委員，任期三年。批示自十月二十四日起產生效力[14]。
- 澳門旅遊局聯同教育及青年發展局和“澳人食住遊”工作小組共同推進的“學生研學篇”重啟，活動延長至同年年底[15]。
- 一連五天的中華人民共和國國慶節及重陽節假期結束，治安警察局公佈全澳各個口岸共錄得164.3萬人次出入境，對比去年同期(2.8萬人次)增加約58倍，對比2020年同期(117.7萬人次)增加約39.6%，其中入境本澳旅客為14.3萬人次，對比去年同期(8千人次)增加約17倍，對比2020年同期(9.6萬人次)增加約49%[16]。

## 10月7日
- 地球物理暨氣象局公佈2022年8月及9月澳門的空氣質量情況，當中8月共有三日錄得“不良”；而9月錄得“不良”及“非常不良”的日數分別有17日及四日，主要污染物為臭氧。較2021年同期僅有三日錄得“不良”的日數為多[17]。
- 新城A區詳細規劃草案 (東區-2) 展開為期60的公開咨詢至12月5日，諮詢期間將舉行三場公眾諮詢會及一場社團專場諮詢會。據規劃，該區的人口預計為9.6 萬，共3.2萬 個居住單位；公共房屋單位共約2.8萬個，其中經屋約2.4萬 個，社屋約4千個[18][19]。
- 政府跨部門委員會向城市規劃委員會委員介紹「東區-2詳細規劃草案」的工作及公眾諮詢的相關內容[20]。
- 粵港澳三地警方「雷霆2022」同步新聞發布，共分兩階段，分別於2022年5月20日至7月4日、及9月13日至30日期間進行，澳方在警察總局協調下，展開具針對性的打擊及突擊巡查行動共1,184次，累計巡查共2,698場次。澳門警方及澳門海關共動用警力12,303人次，共調查52,056人次，須被帶返警局作進一步調查有1,799人次，涉及案件370宗。相關的案件包括：涉及毒品犯罪23宗，涉案共27人；協助偷渡活動6宗，涉案共13人；高利貸案件4宗，涉案共5人；涉詐騙行為的案件47宗，涉案共57人，其中12宗涉及「換錢黨」詐騙，涉案共22人；涉及清洗黑錢犯罪4宗，涉案共11人；涉及操縱賣淫1宗，涉案共10人；所破獲的案件當中，共有4宗涉及「犯罪集團」[21]。

## 10月8日
- 國慶黃金周結束，治安警公布，過去7日 (10月1日至7日)，有37.5萬多人次旅客出入境，超過一半經關閘出入，其中入境約有18.2萬人次，出境有 19.3萬多人次。昨 (7)日有 4.4萬多人次旅客出入境，其中入境有1.7萬多人次，出境約有2.7萬人次[22]。
- 珠海市新增管控區實施臨時管控措施，教育及青年發展局通知高等院校及非高等教育學校現居住在珠海市南屏鎮華發新城二、三期（壽豐路、屏東路、前河西路、前河南路圍合區域）的教職員及學生，自10月8日（星期六）起暫停回校面授，直至有關臨時管控區措施解除，學校對有關學生評核作彈性處理並安排在家學習[23]。
- 新型冠狀病毒感染應變協調中心宣佈，因應疫情變化，衛生局根據第2/2004號法律《傳染病防治法》第10條和第14條的規定，自2022年10月8日下午1時起，曾到珠海市香洲區指定地點人士需接受醫學觀察，已入境人士其健康碼將變為黃碼及須接受自我健康管理直至離開當地翌日起計第7天，立即接受一次及按離開相關風險區翌日起計第1、2、4、7天的時序接受核酸檢測，直至離開相關風險區翌日起計第7天的防疫措施[24]。
- 由勞工事務局、澳門中華新青年協會與澳門中華學生聯合總會聯合舉辦「青年就業博覽會2022」一連兩天至10月9日於澳門威尼斯人會議展覽廳舉行，超過70家企業參與，提供逾1,100空缺，主辦方冀透過展會為青年與企業搭建溝通平台[25]。
- 社會工作局宣佈，所有現居於珠海市南屏鎮華發新城二、三期（壽豐路、屏東路、前河西路、前河南路圍合區域）的社會服務設施使用者及員工，暫停返回所屬設施，直至上述臨時管控區措施解除。並呼籲所有社會服務設施的使用者及員工避免前往珠海市南屏鎮一帶，尤其跨境人員應以“兩點一線”的方式往返家居與設施，減少不必要的外出，採取適當的個人防護措施，並密切留意有關疫情的發展情況[26]。
- 珠海市疫情防控指揮部發布通告，珠澳口岸通關場所限次通行措施暫定再延長至10月31日晚上12時[27]。
- 初步統計資料，國慶黃金周七天假期日均旅客2.6萬人次及酒店平均入住率為66.7%，兩者分別較九月份上升約30%，客況優於預期[28]。

## 10月9日
- 市政署市政管理委員會主席戴祖義表示，氹仔海濱休憩區單車徑和蓮花單車徑連接工程最快2023年公佈詳情[29]。
- 體育局宣佈，2022年澳門國際馬拉松所有項目名額已經額滿[30]。對於水塘公園遊樂區有兒童遊玩時受傷，當局指已增添安全裝置，呼籲家長多加留意。對於環松山步行系統設施完善方面，當局將與工務部門跟進意見，完善整個步行系統[31]。
- 行政公職局向各公共部門發指引，要求即日起至10月31日，公務人員自廣東省以外地區及自深圳市返回澳門，須自返澳當天起計，三日內進行兩次新冠病毒核酸檢測；社會工作局亦公佈所有社會服務設施的人員應嚴格遵守上述措施[32]；教育及青年發展局其後宣佈若自廣東省以外地區或從深圳市返回澳門者，所有本澳高等教育及非高等教育的教職員及學生亦進行上述措施[33]。

## 10月10日
- 《特區公報》公佈第40/2022號行政命令，任命獲委任為立法會選舉管理委員會（下稱選管會）主席的澳門特別行政區中級法院法官唐曉峰出任中級法院院長，任期三年，可續任。而由回歸出任中院院長至今的賴健雄將自願退休[34]。
- 一名52歲葡萄牙藉男子在乘坐的士遇查車拒出示身份證，並先後用三種語言辱警，最終被起訴加重侮辱，移送檢察院法辦[35]。
- 周焯華案續審，3名前太陽城集團員工證人，包括前市場拓展部客服主任、另一名市場拓展部 “玩家組”貴賓客戶副經理及一名“代理組”證人作供，三名證人均指證太陽城有賭底面和電投[36]。

## 10月11日
- 關閘邊檢大樓進行另一階段扶手電梯更換工程，對出境下行靠左方的三條扶手電梯進行更換，工期預計約為一個月[37]。
- 澳門海關第二度搗破以住宅為水貨散貨點的單位，行動中截獲兩名女負責人及一名女水客，檢獲一批花膠及美妝產品[38]。

## 10月12日
- 市政署表示一批由阿聯酋進口的冷凍龍蝦尾食物樣本，經檢測發現COVID-19核酸陽性，市政署隨即啟動應急預案，將涉事的四箱共重40公斤貨物封存銷毀，沒有流入市面[39]。
- 司法警察局搗破“猜猜我是誰”詐騙集團，四名事主分別損失一萬至十萬元不等，司警於10月11日在南灣區酒店及新橋區截獲涉案四人，分別兩名內地居民和兩名澳門居民，有人承認收取三百至九千五百元不等作案，收取騙款並轉移到內地賬戶及支付平台[40]。
- 市政署公佈石排灣郊野公園內一隻雌性川金絲猴於該月初出現食慾下降，經獸醫檢查餵藥外，並諮詢內地、香港專家的治療意見，惜母猴延至日前去世。母猴曾於2020年及同年先後誕下兩隻小金絲猴[41]。

## 10月13日
- 羅理基博士大馬路一間珠寶錶行在晚上發生劫案，一名男子掠走兩隻手錶後拔足逃走，店員尾隨追趕，後在一學生協助下在加思欄後新馬路將其制服，由接報趕至的治安警拘捕。追捕嫌犯的職員及學生在糾纏中受輕傷，送院治療。嫌犯及案件交由司警跟進[42]。
- 消防局宣佈雜物阻塞大廈疏散通道將根據《樓宇及場地防火安全的法律制度》直接處罰[43]。
- 新型冠狀病毒感染應變協調中心宣佈，從海外、香港及台灣地區抵澳完成隔離後，改為4日4檢及自我健康管理。至於集中隔離醫學觀察解除後的核酸檢測要求，改為按0、1、2、3天要求檢測，取消現時第5、7天的檢測要求[44]。

## 10月14日
- 行政會完成討論《預防及控制未成年人飲用酒精飲料制度》法律草案，建議將酒精濃度在 1.2%或以上飲料列為「酒精飲料」，並禁止在公眾地方向未成年人銷售或提供酒精飲料，違者將被科處 2萬元罰款[45]。同日又完成討論《公共泊車服務制度》法律草案及《貨幣設立及發行的法律制度》法案，其中《貨幣設立及發行的法律制度》法案增加數宇貨幣[46][47]。
- 南灣大馬路舊法院大樓和龍嵩街前司法警察局大樓原址將改建為終審法院大樓，兩地段面積合共為3,524平方米[48]。

## 10月15日
- 為進一步推進駕駛車輛文件電子化，一戶通可出示駕照、車保，並可免除攜帶登記摺、車契及車輛通過定期或特別檢驗的證明文件[49]。
- 《東區2詳細規劃草案》舉行首場公眾諮詢會，有發言的城規師要求放寛地段的地積比及樓宇高度[50]。

## 10月16日
- 中國共產黨第二十次全國代表大會開幕，行政長官賀一誠代表澳門特區政府和全體澳門同胞致以熱烈祝賀，祝大會圓滿成功[51]。
- 網上流傳有承批公司在賭牌競投結束後減員工薪酬，博彩監察協調局重申該等訊息純屬謠言，沒有事實根據[52]。
- 受颱風納沙影響，氣象局於當天下午2時發出一號風球，並預測10月17日日間至傍晚發出三號風球的機會偏高[53]。
- 西灣大橋下層緊急車道開放試行，並將於10月23日啟用。現有西灣大橋下層緊急行車通道出入口將於短期內停用，以便配合澳門輕軌氹仔線延伸至媽閣站的工程[54]。

## 10月17日
- 澳門立法會復會並進入第二會期，同時舉行首次全體會議，主席高開賢指表示，還有8份法案將於年底前送交立法會，以及2022年工作計劃等，即立法會暫時已至少有24個法案需處理[55]。
- “澳門青年到杭州阿里巴巴培訓及見習計劃”結果公佈，共13名合資格的澳門青年獲錄取[56]。
- 澳門格蘭披治大賽車組織委員會舉行新聞發佈會，宣佈第69屆澳門格蘭披治大賽車將於11月17日至20日舉行[57]。體育局局長潘永權表示，整個賽事的預算大約是1.8億澳門元，其中格蘭披治電單車賽復辦[58]。
- 受颱風納沙影響，氣象局於下午4時30分改發三號風球，預計改發較高風球機會不大[59]。
- 立法會一般性通過《修改〈公共行政工作人員通則〉及相關法規》法案[60]。
- 立法會細則性通過2023財政年度立法會預算案，當中總預算金額約為1.98億元，較2022年最初預算金額，減少26.5萬元，減幅為0.13%[61]。

## 10月18日
- 新城A區A10地段公屋設計連建造工程開標，當局收到11份標書，預計2023年下半年動工，最長設計連施工期為1,090工作天[62]。公共建設局公佈11份標書全部被接納，工程造價介乎七億零八百多萬至七億五千七百多萬澳門元，工期由980工作天至992工作天[63]。
- 博彩監測協調局公布該年第三季各類博彩項目數據，2022年第三季賭收總額為56.68億元，按季跌34%，按年則大跌70%。中場百家樂毛收入錄34.4億元，按季跌32%，按年則跌67.4%，佔第三季總賭收總額的62%[64]。
- 澳門立法會舉行《東區-2詳細規劃草案及輕軌東線》介紹會，其中澳門輕軌澳氹東線將於年底招標[65][66]。另外於同年至2023年兩年將再開展五個分區的詳細規劃草案。外港-1及外港-2詳規草案現正進行招標程序，預料短期內開展；2023年開展青洲-1及北區-1的詳細規劃，2023年底再進行氹仔中區-2的詳細規劃[67]。澳氹東線方面，路線全長7.7公里，共設六個車站，均為地下站，預計同年第四季招標，2028年完工[68]。
- 新任中審法院院長唐曉峰宣誓就職，但在就職儀式後沒接受任何傳媒訪問[69]。
- 澳門電台葡文頻道報道，指與馬來西亞雲頂集團有關聯的GMM股份有限公司已獲當局接納參與新一輪賭牌競投[70]。

## 10月19日
- 受強烈東北季侯風影響，陰雨天氣加上風勢較大，早晚清涼的感覺較明顯，氣象局於當天上午在大潭山總部錄得最低氣溫為15.7度，為入秋以來最低[71]。
- 二○二二/二○二三年司法年度開幕典禮於當天下午3時半假澳門文化中心舉行。行政長官賀一誠將親臨主禮，行政長官、終審法院院長岑浩輝、檢察長葉迅生以及澳門律師公會理事會主席華年達將在典禮上致辭[72]。行政長官賀一誠致辭時表示，近年國際環境亂變交織，澳門的總體安全形勢亦趨嚴峻，加強維護國家安全的體系和能力建設，刻不容緩。他表示回歸以來司法機關嚴格按照基本法的規定，獨立行使司法權，捍衛法治精神，維護公平正義，保障居民合法權益，為「一國兩制」、「澳人治澳」、高度自治方針在澳門的成功實踐，提供了重要保障，作出了極大努力[73]。
- 統計暨普查局公布8月飲食業及零售業景氣調查，當中顯示，受訪飲食商戶在8月的營業額按年下跌6.3%；茶餐廳及粥麵店和西式餐廳的營業額分別下跌13.5%及10.1%。零售業方面，受訪商戶在8月的營業額按年上升8.4%，鐘錶珠寶(+50.5%) 和汽車(+47.4%)的營業額錄得較大升幅，百貨（-25.0%）的則明顯下跌[74]。
- 第69屆澳門格蘭披治大賽車即將在11月中下旬舉行，有傳媒關注到海外及香港等地車手防疫安排措施，社會文化司司長歐陽瑜表示，當局正在研究車手來澳後的防疫隔離措施，其中一個選項是縮短隔離期，再進行閉環管理[75]。
- “WTT澳門冠軍賽2022”開鑼，當天起一連五天在塔石體育館舉行[76]。

## 10月20日
- 第二十七屆澳門國際貿易投資展覽會聯同“澳門國際品牌連鎖加盟展2022”及“2022年葡語國家產品及服務展（澳門）”於當天至10月22日在澳門威尼斯人金光會展同期同場舉行[77][78]。
- 新城A區A11地段公共房屋設計連建造工程進行公開開標，共收到12份標書。佔地4,067平方米，主要包括住宅單位約560個、公共停車場及商業設施。工程預計在2023年第一季動工，最長施工期約1,090個工作天[79]。
- 財政局公佈截至9月的中央賬目-預算執行資料，當中顯示，首三季，特區政府徵收的博彩稅收為151.2億元（澳門幣，下同），對比特區政府早前定下的343.6億元博彩稅收預算，執行率只有44%。對比去年同期的博彩稅收272.3億元，跌幅同樣是44%。此外，截至9月底，中央結餘143.3億元。單單計算 9 月份，特區政府從博彩稅中徵收 9.1 億元，較 8 月份的 2.4 億元增加 274.7%[80]。
- 一名男子涉嫌透過金錢分別誘騙兩名未成年人前往某酒店發生性行為，並致其中一名未成年人受傷。檢察院控告其“性欺詐罪”、“普通傷害身體完整性罪”，命令對嫌犯採取羈押強制措施[81]。
- WTT澳門冠軍賽進行第二日賽事，繼續上演男、女子單打32強，並決出16強名單[82]。

## 10月21日
- 澳門海關於過去一周在關閘口岸截70宗偷運物品出境，當中有水客利用紙尿褲包裝掩藏四支茅台[83]。
- 行政會完成討論《金融體系法律制度》法律草案，並引入「有限制業務銀行」牌照類型，增加銀行牌照制度的靈活性[84]。
- 行政會完成討論《樓宇滲漏水爭議的必要仲裁制度》法案，解決「入屋難」、「檢測難」、「追討難」等方面問題[85]。
- 行政會完成討論《工商業發展基金》行政法規草案：為有效運用資源，特區政府制定本行政法規，重新訂定工商業發展基金的組織和運作[86]。
- 氹仔一幅原規劃車胎公園土地擱置改劃作居住土地，行政法務司司長張永春表示，原車胎公園土地將由工務部門透過城規法規定和程序規劃[87]。
- 地球物理暨氣象局預計位於菲律賓以東海域上的一熱帶氣旋，於10月22日進入南海北部，由於其環流較小，強度發展受限，因此其影響仍存在不確定性。受該熱帶氣旋及東北季風共同影響，預料10月23日開始本澳風勢將會增強[88]。
- 統計暨普查局公布2022年9月入境旅客有557,842人次，較8月增加68.3%；與去年同月比較則減少11.3%。2022年首三季的入境旅客共4,364,105人次，按年下跌24.2%。另外，2022年9月綜合消費物價指數按年上升1.12%，升幅主要由家傭薪酬、外出用膳收費和學費調升，以及汽油和水果價格上升帶動，而住屋租金、通訊服務費用和豬肉售價下調緩減了部份升幅[89]。
- WTT澳門冠軍賽-2022進行第三日賽事，並決出男、女子單打8強席位，其中女單方面，中國的陳夢以局數2比3負羅馬尼亞伯納黛特‧斯佐科斯，無緣8強[90]。

## 10月22日
- 中共二十大於當天上午閉幕，中共中央總書記、國家主席、中央軍委主席習近平發表重要講話。行政長官賀一誠代表澳門特別行政區政府熱烈祝賀二十大勝利閉幕，謀劃推進新時代澳門發展[91]。
- 第二十七屆澳門國際貿易投資展覽會之三展聯動活動閉幕，舉辦逾50場專場配對洽談、論壇、會議及交流推介等活動。配合科技元素貫穿商業洽談配對及直播走訪，為活動添新意添動力。共組織逾700場商業配對洽談，當中約350場為雲配對，直播間吸引近340萬人次觀看[92]。
- 氹仔北安一間中心戶外發生工業意外，一名外地男性僱員懷疑工作時觸電，送院搶救後不治。勞工事務局表示高度關注及難過，對死者家屬致以深切慰問，並會協助跟進賠償事宜。在接獲通報後即時派員到場了解情況，意外原因仍有待進一步調查，倘涉及違反相關職安健規定，將根據調查事實依法追究相關責任實體[93]。
- “WTT 澳門冠軍賽 2022”八強與四強賽事同日舉行，男單和女單分別中國國家乒乓球隊上演內閧[94]。

## 10月23日
- 中國共產黨第二十屆中央委員會第一次全體會議舉行，選出新一屆中央領導機構。習近平連任中共中央總書記；行政長官賀一誠表示，衷心擁護新一屆中央領導機構，將在中央的指導支持下，全面準確貫徹「一國兩制」、「澳人治澳」、高度自治的方針，落實中央全面管治權、「愛國者治澳」原則。積極配合落實二十大決策部署，踔厲奮發、勇毅前行、團結奮鬥，爲在新時代新征程全面推進中華民族偉大復興作出更大貢獻[95]。
- 澳門銀河第四期地盤發生工業意外，一名男性中國籍外地僱員在操作「蜘蛛車」上升時，被天花的橫樑夾到受傷，消防到場時已無呼吸、心跳，隨即送往山頂醫院搶救。勞工局對意外表示高度關注，初步了解，傷者當時操作俗稱「蜘蛛車」的升降工作台時，在上升期間被天花的橫樑夾到受傷，送院救治[96]。
- 10月13日晚上，富豪酒店一地鋪珠寶金行發生劫案。檢察院完成案件偵辦，考慮到嫌犯犯罪行為的嚴重性，刑事起訴法庭法官命令對其採取羈押強制措施[97]。
- “WTT 澳門冠軍賽 2022”圓滿舉行，男子單打決賽由王楚欽勝出並奪得冠軍，亞軍為樊振東；女單決賽方面，由世界排名第一的孫穎莎勝出並奪冠，亞軍為陳幸同[98]。

## 10月24日
- 司警首九月共錄得62宗網絡詐騙案件，涉事金額高達3,970萬[99]。
- 衛生局公布第三季自殺死亡錄得18宗，共9男9女，年齡介乎24至91歲。較上一季減少1宗，而同期增加兩宗。在18宗個案中澳門居民有17宗佔94.4%，非本澳居民有1宗。根據資料分析，本季死者的自殺可能原因主要是精神病及慢性或生理疾病[100]。
- 澳門銀河四期地盤於10月23日發生工業意外，被夾的男外僱延至當天上午宣告不治[101]。
- 第126任澳門總督文禮治於該年10月23日在葡萄牙里斯本逝世，享年95歲[102]。

## 10月25日
- 澳門廉政公署揭發再有教育中心及近170名本澳居民，涉嫌詐騙“持續進修發展計劃”資助款項，涉案金額逾100萬澳門元[103]。教育及青年發展局非高等教育廳廳長張子軒出席活動後回應有關事件。他表示就廉署公布有持續教育機構在2016年至2019年，即第二、三階段持續進修發展計劃期間涉嫌詐騙，教青局重申，對參與持續進修發展計劃的違法行為絕不姑息[104]。
- 公共建設局就新城A區A6地段公屋進行開標，共收到11份標書。項目爭取2023年第一季動工[105]。
- 周焯華案續審，其中一名前太陽城市場拓展部主管在庭上回應檢察官提問期間說謊，檢方有證據證人在庭審中作虛假供詞，並向法庭申請以現行犯拘留該名證人。該證人即日起，身份變更至嫌犯，直至案件庭審結束[106]。

## 10月26日
- 一名越南籍男「道友」涉嫌於黑沙環區販毒至少三個月，被司警拘捕，在其身上及住所搜出價值合60,000澳門元毒品[107]。
- 澳門輕軌澳氹東線南段及北段設計連建造工程進行公開招標[108]。
- 10月26日上午，澳門衛生局接珠海市衛生部門通知，一管10混1核酸檢測樣本呈陽性，而涉及的8人在澳門，應變協調中心立即啟動應變機制，安排該8名人士檢測。當中1名66歲女性澳門居民檢測到COVID-19核酸檢測呈陽性，其居住的和樂坊第一街7號及8號宏興大廈列為紅碼區[109]。
- 此外，於同日下午4時起對筷子基一帶開展重點區域核酸檢測，以排除可能潛伏於社區內的感染者，相關重點區域人士須於10月26日、27日及28日每天進行一次核酸檢測[110]。與10月26日新增陽性個案同軌跡人士應於10月27日及28日各接受一次核酸檢測[111]。同時推出“核酸檢測站資訊地圖”，方便居民查找鄰近的核酸檢測站和瞭解各站點的服務時間[112]。
- 應變協調中心於當天下午5時召開新聞發佈會，衛生局局長羅奕龍當時表示雖評估目前澳門社區傳播風險相對較低，但當局亦不會掉以輕心，他呼籲居民無需恐慌，並根據流行病學調查和重點區域核酸檢測結果等決定進一步的措施。衛生局疾病預防及控制中心傳染病防控處處長梁亦好公佈患者流行病學調查情況，在核檢陽性前一星期曾經經青茂口岸或拱北口岸往返珠海市拱北街道一帶，10月24日下午到過居所附近的聯薪廣場來來超級市場，並於當天稍後曾到澳門廣大中學幼稚園接送親友放學，其餘時間均留在家中。治安警表示，紅碼區涉及6間地鋪，而涉及的6名地鋪員工被安排前往核檢。至於“四省一市”赴澳旅行團的準備工作仍在進行中，目前已制定相關熔斷機制及滯留等預案[113]。
- 教育及青年發展局宣佈住在紅碼區域內的學生及教職員工暫停回校，並按防疫要求進行核酸檢測，學校會為相關學生安排在家學習，評核作彈性處理，涉及學生及教職員約有70人，而處於重點區域的學校暫無需停課[114]。

## 10月27日
- 新型冠狀病毒感染應變協調中心宣佈10月26日新增1例陽性社區個案列為窮乒性個案，截至10月26日午夜12時，紅碼區核酸檢測採樣74人次，重點區域核酸檢測採樣38,457人次，常規核酸檢測採樣37,669人次，合共採樣76,200人次，已有檢測結果，均呈陰性[115]。
- 新城A區A5地段公共房屋連建造工程開標，公共建設局共收到 10份標書，項目爭取2023年首季動工[116]。
- 在應變協調中心記者會上，當局確認66歲女性澳門居民列為無症狀感染輸入COVID-19個案[117]。澳門方面與珠海方面商討計劃由廣東省包括深圳市入境的澳門居民、外地僱員及長期逗留人士，如沒有接種疫苗紀錄，相關核酸有效期縮短至24小時，但5歲以下和持有醫生證明不適合接種疫苗人士可獲豁免[118][119]。而相關感染源頭仍在調查中[120]。
- 衛生局傳染病防控處處長梁亦好回應有市民向傳媒反映，到山頂醫院求診後須完成核檢才可離開的問題；她指，因近日出現社區個案，山頂醫院現實行「短期」措施——所有到醫院急診求醫人士都要核酸。這些病人不用等核檢結果，採樣完便可離開；而採樣則由負責診治的醫護人員進行，不會影響求醫過程[121]。
- 澳門立法會一般性通過《預防及控制未成年人飲用酒精飲料制度》法案，在討論法案期間，多名議員要求當局應考慮監管含有酒精成份的食物。社會文化司司長歐陽瑜表示相關監管較複雜，暫未有納入該法案作打算[122]。

## 10月28日
- 新增一宗輸入相關聯COVID-19個案，31歲男性澳門居民，為10月26日該名66歲被列為輸入性感染個案的同住兒子[123]。
- 新型冠狀病毒感染應變協調中心公佈重點區域和人群核酸檢測情況，在上一日即10月27日24小時內，紅碼區核酸檢測採樣80人次，重點區域核酸檢測採樣44,753人次，常規核酸檢測採樣40,271人次，合共採樣85,104人次，已有檢測結果，均呈陰性[124]。
- 8,000元生活補貼計劃當天起開始發放，每日使用上限為300澳門元，使用期至2023年6月30日[125]。
- 由於10月27日新增一名陽性個案已管控的患者曾於勞工事務局轄下的職業培訓中心（關閘馬路101-105A號太平工業大廈第一期地下）上課，該局宣佈中心於10月28日至11月2日臨時關閉[126]。
- 市政署宣佈位於林茂海邊大馬路的臨時休憩區兒童遊樂場將在11月初對外開放，其中戶外沙池初期必須預約[127]。
- 新增一宗輸入相關聯COVID-19個案，患者為63歲女性為66歲女患者同住的妹妹，於10月26日被送往管控，過去2天核檢陰性，到同日上午核檢結果為陽性[128]。
- 在疫情記者會上，衛生局傳染病防控處處長梁亦好稱，6旬新冠患者同住兒子隔離期間核檢陽性，是勞工局帶津培訓班的學員。他及同班同班學員與導師共25人已即時被管控，同時上課的另一個課程，已根據不同風險作管控[129]。
- 由11月16日起，根據新修訂的入境條例規定，航空公司要預先向警方通知來澳乘客及機組人員名單，酒店亦需將入住的旅客資料向警方提供[130]。
- 統計暨普查局公布，該年7至9月總體失業率為4%，本地居民失業率為 5.2%，均較上一期下跌0.3個百分點，而就業不足率維持16.5%[131]。
- 衛生局接鏡湖醫院通報，一份十混一COVID-19核酸檢測樣本結果呈弱陽性，當局隨即啟動預案安排進行複檢。其中一人於10月12日從香港到珠海完成集中隔離後抵澳，及後證實為復陽個案[132][133]。
- 第二十五屆葡韻嘉年華一連三日在氹仔龍環葡韻舉行，另外，貿易投資促進局於氹仔北帝廟前地復辦為期一連三日的“齊齊葡”市集，集中推廣葡語國家及澳門產品[134][135]。
- 被封控的筷子基宏興大廈新增一例輸入相關個案，患者於10月26和27日核酸檢測持續為陰性，28日當天核酸結果為陽性，被列為管控中發現病例。應變協調中心指經進一步分析宏興大廈的現場環境，作為防範性措施，決定延長原紅碼區的封控時間及擴大封控範圍，將包括和樂坊一街13號、和樂坊二街14號、筷子基北街18號宏興大廈，以及上述住宅大廈地面的店鋪，封控時間暫定至11月3日[136][137]。

## 10月29日
- 澳門COVID-19疫情相關反應與影響：2022年10月29日
- 中華人民共和國國務院日前正式批覆澳門特別行政區政府，同意澳門國際機場擴建填海，行政長官賀一誠代表澳門特區政府對中央政府給予特區的重大支持致以衷心感謝[138]。
- 珠澳口岸通關場所限次通行措施繼續維持，並延長至2023年1月31日[139]。
- 《東區-2詳細規劃草案》舉行第二場公眾諮詢會，發言者關注防洪設計和景觀的平衡、地下空間開發、跨區交通等問題[140]。

## 10月30日
- 單日新增3例陽性個案，應變協調中心要求所有在澳人士於10月30日至11月1日連續3天內，每日進行一次快速抗原檢測[141]。同時在早前呼籲10月25日至28日曾到過拱北口岸地下商場快遞區的人士3日3檢[142]。
- 10月30日公佈的陽性個案中一名43歲女性於美獅美高梅賭場任職莊荷，應變協調中心要求該酒店和賭場內的員工和住客原地隔離3天[143]。
- 15時起青洲、筷子基、關閘與祐漢一帶圍成的兩個重點區域開展三天三檢[144]。
- 18時起，經珠澳口岸出入境人員均須持24小時內核酸檢測陰性證明。該措施暫定5天[145]。

## 10月31日
- 一名居住麗華新村第一座的34歲女性澳門居民核酸檢測陽性，被列為輸入關聯個案[146]。
- 受強烈熱帶風暴尼格影響，氣象局於當天凌晨1時發出一號風球[147]。
- 國家移民管理局宣佈於11月1日起在全國公安機關出入境窗口啟用智慧簽注設備受理內地居民赴澳門旅遊簽注申請[148]；行政長官賀一誠代表澳門特區政府對中央政府及相關部委對特區的大力支持致以衷心感謝[149]。
- 澳門特區政府宣佈，行政長官賀一誠將於11月15日發表澳門特別行政區政府2023年財政年度施政報告[150]。
- 港澳跨境港元即時支付系統互通安排正式實施[151]。
- 珠海通報新增一例澳門輸入個案，經調查相關個案源頭不明，應變協調中心宣佈開展全民核酸檢測，各區核檢站入夜後出現人龍[152][153]。